# Atalanta Bergamasca Calcio 1956-1957
Questa pagina raccoglie i dati riguardanti l'Atalanta Bergamasca Calcio nelle competizioni ufficiali della stagione 1956-1957.

## Stagione
Nell'anno del cinquantenario dalla fondazione la squadra si riesce a salvare nella Serie A 1956-1957 grazie ad un'autentica impresa concretizzata nelle ultime giornate, nelle quali riesce a conquistare quattro vittorie in altrettante gare, tra cui quella sul campo della Fiorentina seconda in classifica, un'altra contro l'Inter, e l'ultima in casa della Triestina in un vero e proprio scontro diretto. Precedentemente si era mantenuta in posizione critica per gran parte della stagione, causando l'esonero dell'allenatore Luigi Bonizzoni, sostituito a sei giornate dalla fine da Carlo Rigotti.
La Coppa Italia non venne disputata.

## Rosa
| N. |                   | Ruolo | Calciatore        |
| -- | ----------------- | ----- | ----------------- |
|    | Italia (bandiera) | P     | Angelo Boccardi   |
|    | Italia (bandiera) | P     | Ezio Galbiati     |
|    | Italia (bandiera) | D     | Giovanni Cattozzo |
|    | Italia (bandiera) | D     | Giulio Corsini    |
|    | Svezia (bandiera) | D     | Bengt Gustavsson  |
|    | Italia (bandiera) | D     | Francesco Janich  |
|    | Italia (bandiera) | D     | Livio Roncoli     |
|    | Italia (bandiera) | C     | Stefano Angeleri  |
|    | Italia (bandiera) | C     | Carlo Annovazzi   |
|    | Italia (bandiera) | C     | Natale Borsani    |
|    | Italia (bandiera) | C     | Sergio Pensotti   |

| N. |                    | Ruolo | Calciatore           |
| -- | ------------------ | ----- | -------------------- |
|    | Italia (bandiera)  | C     | Valentino Valli      |
|    | Italia (bandiera)  | C     | Franco Vittoni       |
|    | Italia (bandiera)  | A     | Adriano Bassetto     |
|    | Uruguay (bandiera) | A     | Nelson Cancela       |
|    | Italia (bandiera)  | A     | Arturo Gentili       |
|    | Italia (bandiera)  | A     | Ennio Lenuzza        |
|    | Italia (bandiera)  | A     | Angelo Longoni       |
|    | Italia (bandiera)  | A     | Giancarlo Magnavacca |
|    | Italia (bandiera)  | A     | Alfonso Dante Mion   |
|    | Italia (bandiera)  | A     | Marino Perani        |

## Risultati

### Serie A

#### Girone di andata
| Arbitro: | Corallo (Lecce) |

|                        |           |  |
| Vinicio 38’ Vitali 65’ | Marcatori |  |

| Arbitro: | Moriconi (Roma) |

|  |           |               |
|  | Marcatori | 86’ Dal Monte |

| Arbitro: | Lo Bello (Siracusa) |

|                                 |           |                          |
| Bassetto 29’, 50’ Annovazzi 61’ | Marcatori | 16’ Pozzan 90’ Pivatelli |

| Arbitro: | Angelini (Firenze) |

|                               |           |  |
| Aronsson 39’ Valentinuzzi 55’ | Marcatori |  |

| Ferrara 14 ottobre 1956 5ª giornata | SPAL             | 0 – 0 | Atalanta | Stadio Comunale\| Arbitro: \| Menchini (Udine) \| |
| Arbitro:                            | Menchini (Udine) |       |          |                                                   |

| Arbitro: | Bonetto (Torino) |

|            |           |  |
| Longoni 5’ | Marcatori |  |

| Arbitro: | Rigato (Mestre) |

|                              |           |                       |
| Selmosson 41’ Muccinelli 78’ | Marcatori | 39’ Mion 80’ Bassetto |

| Bergamo 18 novembre 1956 8ª giornata | Atalanta        | 0 – 0 | Juventus | Stadio Comunale\| Arbitro: \| Maurelli (Roma) \| |
| Arbitro:                             | Maurelli (Roma) |       |          |                                                  |

| Arbitro: | Menchini (Udine) |

|                      |           |                   |
| Firmani 57’ Mori 60’ | Marcatori | 31’, 52’ Bassetto |

| Arbitro: | Jonni (Macerata) |

|                      |           |                          |
| Mion 35’ Longoni 79’ | Marcatori | 12’ Cucchiaroni 75’ Bean |

| Padova 16 dicembre 1956 11ª giornata | Padova             | 0 – 0 | Atalanta | Stadio Silvio Appiani\| Arbitro: \| Famulari (Messina) \| |
| Arbitro:                             | Famulari (Messina) |       |          |                                                           |

| Arbitro: | Bonetto (Torino) |

|                     |           |                |
| Bassetto 49’ (rig.) | Marcatori | 70’ Pantaleoni |

| Arbitro: | Maurelli (Roma) |

|                      |           |  |
| Rimbaldo 3’ Arce 72’ | Marcatori |  |

| Arbitro: | Liverani (Torino) |

|             |           |             |
| Bessetto 4’ | Marcatori | 63’ Julinho |

| Arbitro: | Rigato (Mestre) |

|                           |           |                       |
| Invernizzi 3’ Lorenzi 33’ | Marcatori | 19’ Bassetto 43’ Mion |

| Arbitro: | Marchese (Napoli) |

|                     |           |  |
| Angeleri 19’ (aut.) | Marcatori |  |

| Arbitro: | Liverani (Torino) |

|                               |           |                       |
| Bassetto 50’, 80’ Longoni 87’ | Marcatori | 88’ (aut.) Gustavsson |

#### Girone di ritorno
| Arbitro: | Lo Bello (Siracusa) |

|                         |           |  |
| Cancela 1’ Bassetto 52’ | Marcatori |  |

| Arbitro: | Maurelli (Roma) |

|                         |           |             |
| Dal Monte 17’ Corso 86’ | Marcatori | 13’ Borsani |

| Arbitro: | Jonni (Macerata) |

|                |           |  |
| Cervellati 65’ | Marcatori |  |

| Arbitro: | Moriconi (Roma) |

|                    |           |               |
| Capucci 50’ (aut.) | Marcatori | 5’ Cappellaro |

| Arbitro: | Corallo (Lecce) |

|         |           |  |
| Mion 1’ | Marcatori |  |

| Arbitro: | Piemonte (Monfalcone) |

|                            |           |             |
| Gomez 7’, 57’ Vernazza 22’ | Marcatori | 79’ Longoni |

| Arbitro: | Stoll |

|  |           |           |
|  | Marcatori | 8’ Burini |

| Arbitro: | Rigato (Mestre) |

|                               |           |                                 |
| Montico 14’ (rig.) 49’ (rig.) | Marcatori | 67’ (rig.) Bassetto 88’ Corsini |

| Arbitro: | Orlandini (Roma) |

|                                     |           |                                     |
| Bassetto 34’ (rig.) 42’ Lenuzza 79’ | Marcatori | 37’ Firmani 65’ Ocwirk 88’ Arrigoni |

| Arbitro: | Rigato (Mestre) |

|                                              |           |  |
| Galli 5’ Liedholm 62’ (rig.) Farina 80’, 84’ | Marcatori |  |

| Bergamo 14 aprile 1957 28ª giornata | Atalanta        | 0 – 0 | Padova | Stadio Comunale\| Arbitro: \| Corallo (Lecce) \| |
| Arbitro:                            | Corallo (Lecce) |       |        |                                                  |

| Arbitro: | Seipelt |

|                                |           |  |
| Pantaleoni 45’ Secchi 80’, 82’ | Marcatori |  |

| Arbitro: | Lo Bello (Siracusa) |

|  |           |          |
|  | Marcatori | 78’ Arce |

| Arbitro: | Moriconi (Roma) |

|  |           |          |
|  | Marcatori | 15’ Mion |

| Arbitro: | Rigato (Mestre) |

|                  |           |                     |
| Lenuzza 41’, 43’ | Marcatori | 80’ (rig.) Vincenzi |

| Arbitro: | Bonetto (Torino) |

|                                                    |           |               |
| Annovazzi 16’ Bassetto 28’ Lenuzza 79’ Gentili 89’ | Marcatori | 39’ Guarnacci |

| Arbitro: | Prjbil |

|  |           |          |
|  | Marcatori | 53’ Mion |

## Statistiche

### Statistiche di squadra
| Competizione | Punti | In casa | In casa | In casa | In casa | In casa | In casa | In trasferta | In trasferta | In trasferta | In trasferta | In trasferta | In trasferta | Totale | Totale | Totale | Totale | Totale | Totale | DR |
| Competizione | Punti | G       | V       | N       | P       | Gf      | Gs      | G            | V            | N            | P            | Gf           | Gs           | G      | V      | N      | P      | Gf     | Gs     | DR |
| ------------ | ----- | ------- | ------- | ------- | ------- | ------- | ------- | ------------ | ------------ | ------------ | ------------ | ------------ | ------------ | ------ | ------ | ------ | ------ | ------ | ------ | -- |
| Serie A      | 31    | 17      | 7       | 7       | 3       | 24      | 16      | 17           | 2            | 6            | 9            | 12           | 28           | 34     | 9      | 13     | 12     | 36     | 44     | -8 |

### Statistiche dei giocatori
Nel computo delle reti si aggiunga 1 autogol a favore.
| Giocatore     | Serie A  | Serie A |
| Giocatore     | Presenze | Reti    |
| ------------- | -------- | ------- |
| A. Boccardi   | 19       | -23     |
| E. Galbiati   | 15       | -21     |
| G. Cattozzo   | 32       | 0       |
| G. Corsini    | 33       | 1       |
| B. Gustavsson | 31       | 0       |
| F. Janich     | 6        | 0       |
| L. Roncoli    | 26       | 0       |
| S. Angeleri   | 30       | 0       |
| C. Annovazzi  | 21       | 2       |
| N. Borsani    | 19       | 1       |
| S. Pensotti   | 3        | 0       |
| V. Valli      | 4        | 0       |
| F. Vittoni    | 9        | 0       |
| A. Bassetto   | 31       | 15      |
| N. Cancela    | 9        | 1       |
| A. Gentili    | 5        | 1       |
| E. Lenuzza    | 13       | 4       |
| A. Longoni    | 30       | 4       |
| G. Magnavacca | 5        | 0       |
| A.D. Mion     | 31       | 6       |
| M. Perani     | 2        | 0       |